# Монпарнас
Монпарна́с (фр. Montparnasse — гора Парнас) — район на юге Парижа, на левом берегу Сены. Как и остальные кварталы на окраине Парижа, он был включён в состав города лишь 1 января 1860 года и дал название 53-му кварталу, который является частью XIV парижского округа. Район, который в наше время принято называть Монпарнасом, выходит далеко за границы административного квартала.

## История

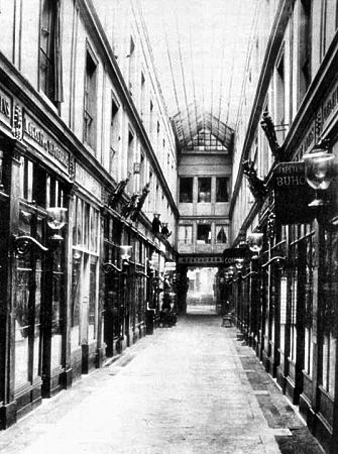
Passage de l’Opéra, излюбленное место встреч парижских дадаистов в 1909

В XVII веке на углу нынешних бульваров Монпарнас и Распай находилась огромная куча строительного мусора. Студенты Латинского квартала, приходившие сюда декламировать стихи, в шутку прозвали её Парнасом.
Для строительства бульвара Монпарнас (Boulevard du Montparnasse) в 1760 году потребовалось выравнивание холма. В годы Французской революции тут открылось множество танцевальных залов и кабаре.
Квартал Монпарнас стал популярным в начале 20-го века во время так называемых Années folles, когда здесь в легендарных кафе и кабачках стала собираться вся творческая интеллигенция. В начале 20-го века сюда приезжали писатели, скульпторы, художники, поэты и музыканты со всего мира, чтобы найти себе дешёвую квартиру/комнату, как, например, в многонациональном общежитии «Улей».
В то время, как бедная творческая диаспора боролась за своё существование, богатые американцы, такие как Пегги Гуггенхайм, Гарри Кросби и Эдит Уортон, приезжали на Монпарнас, чтобы зарядиться творческой атмосферой квартала. Молодой миллионер Кросби основал в 1927 вместе со своей женой известное издательство «Блэк Сан Пресс» и издавал книги Д. Г. Лоуренса, Эрнеста Хемингуэя, Харта Крейна и других.

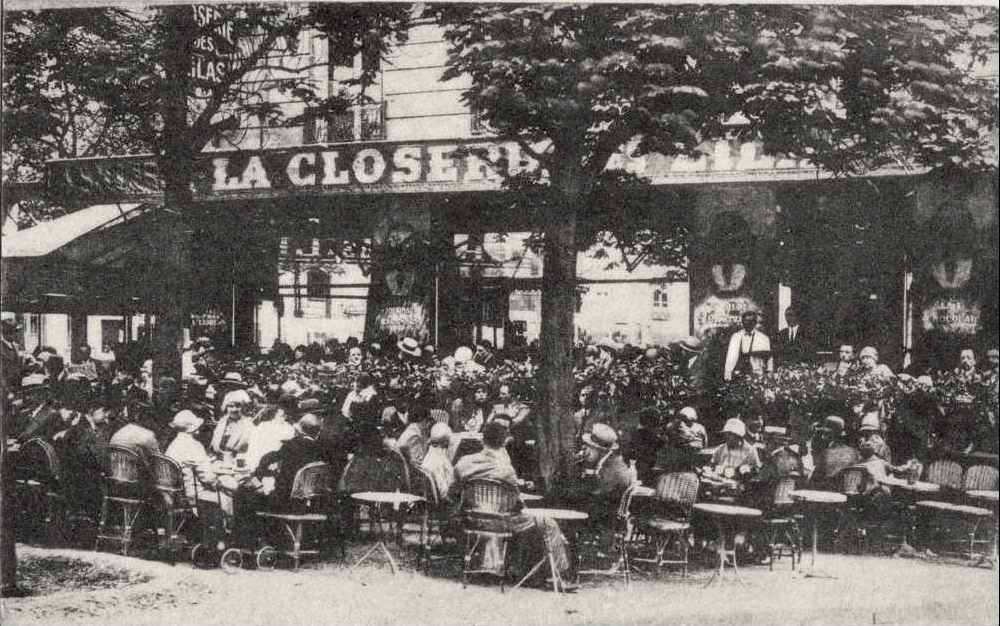
Кафе Клозери де Лила, 1909

Поэт Макс Жакоб сказал как-то, он приехал на Монпарнас, «чтобы грешить». Марк Шагал выразился более сдержанно: «Я хотел увидеть своими глазами то, о чём я столько слышал. Эта революция глаза, ротация цветов, которые вдруг неожиданно смешиваются с другими цветами и превращаются в поток линий. В моём городе такого не было.»
Не только деятели искусства поселялись в квартале, но и вынужденные эмигранты, например, Ленин, Троцкий и Петлюра.
В ходе Второй мировой войны художники и писатели были вынуждены покинуть город, так как многие из них были евреями или/и беженцами. Многие были убиты нацистами. Произведения менее известных авторов уничтожались и рассеивались по всему миру.

### Кафе и бары

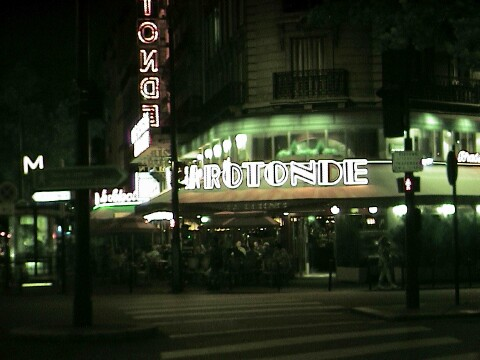
La Rotonde, 2002

Кафе и бары были излюбленными местами встреч, где рождались и развивались новые идеи. Центр жизни Монпарнаса в то время находился вокруг перекрёстка Вавен (carrefour Vavin), который в 2000 году переименовали в площадь Пикассо. В великих кафе, составивших славу Монпарнаса, — Le Dôme, La Closerie des Lilas, La Rotonde, Le Select и La Coupole — можно было за небольшую сумму зарезервировать стол на всю ночь. Эти кафе существуют и по сей день, но предназначены уже для более обеспеченных людей.

## Культура и достопримечательности

### Театр
Наибольшее количество театров квартала располагается в окрестностях улицы Гэте (Rue de la Gaité) и бульвара Эдгар (Boulevard Edgar). О «прекрасной эпохе» напоминает красивый фасад Театра Монпарнаса (Théâtre Montparnasse), на первом этаже которого находится популярное бистро. На бульваре Эдгар расположен Театр Пош (Théâtre de Poche), самый маленький театр Парижа.

### Музеи
Рядом с Башней Монпарнас находится Дом-музей Бурделя с выставленными в нём работами Антуана Бурделя, имя которого дало название улице, где он жил.
Музей Монпарнаса, открытый в 1998, финансируется мэрией округа. В нём представлены картины художников, любителей искусства и просто друзей квартала. Летом 2005 во время выставки «Montparnasse déporté» были выставлены работы еврейских деятелей искусства Монпарнаса, которых преследовали нацисты.

### Здания
Достойными внимания зданиями являются Парижская обсерватория, бывшие таможни Клода-Николя Леду (XVII век) и катакомбы, а также башня Монпарнас со смотровой площадкой на высоте 209 м.

## Деятели искусства, проживавшие на Монпарнасе

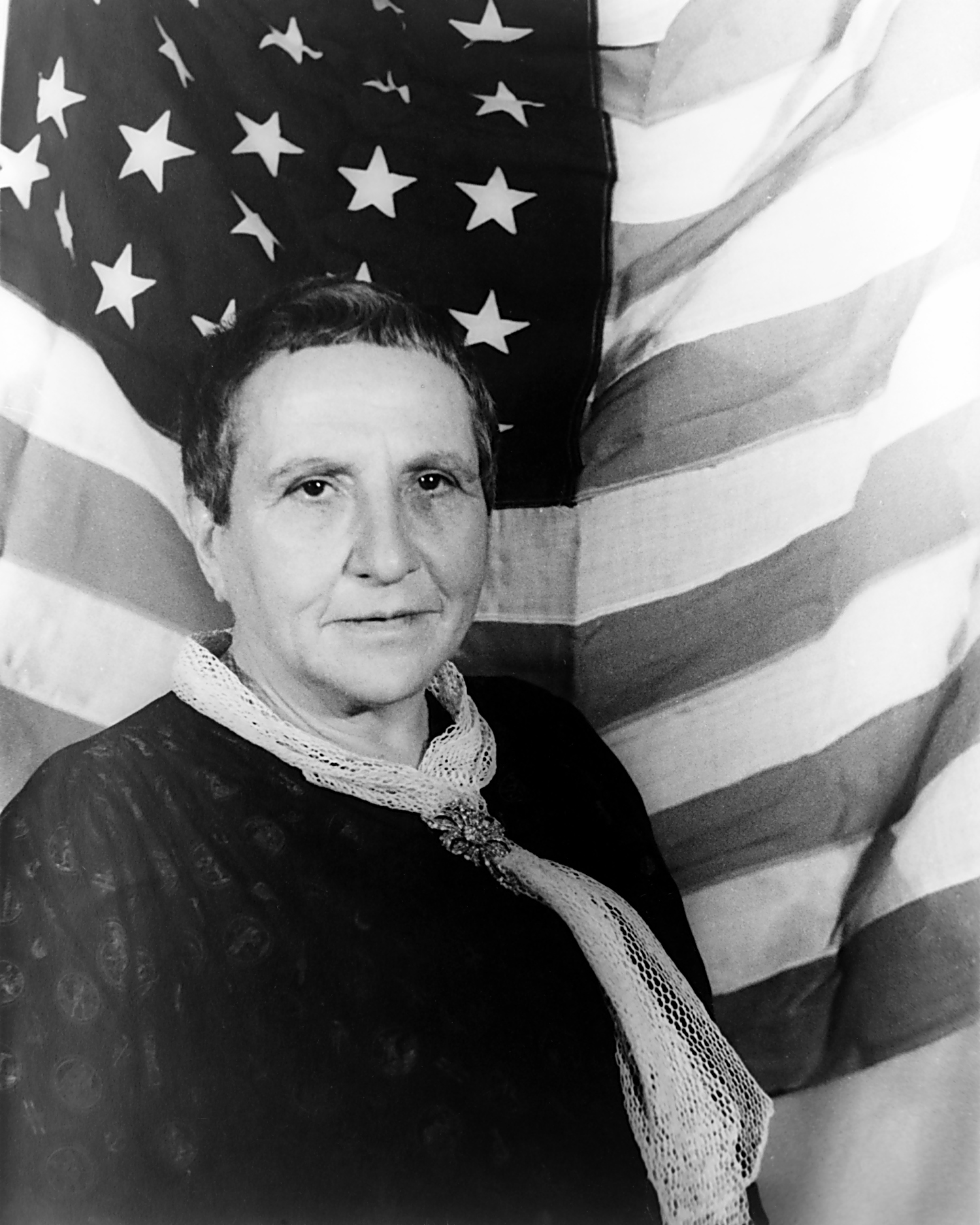
Гертруда Стайн, 1935

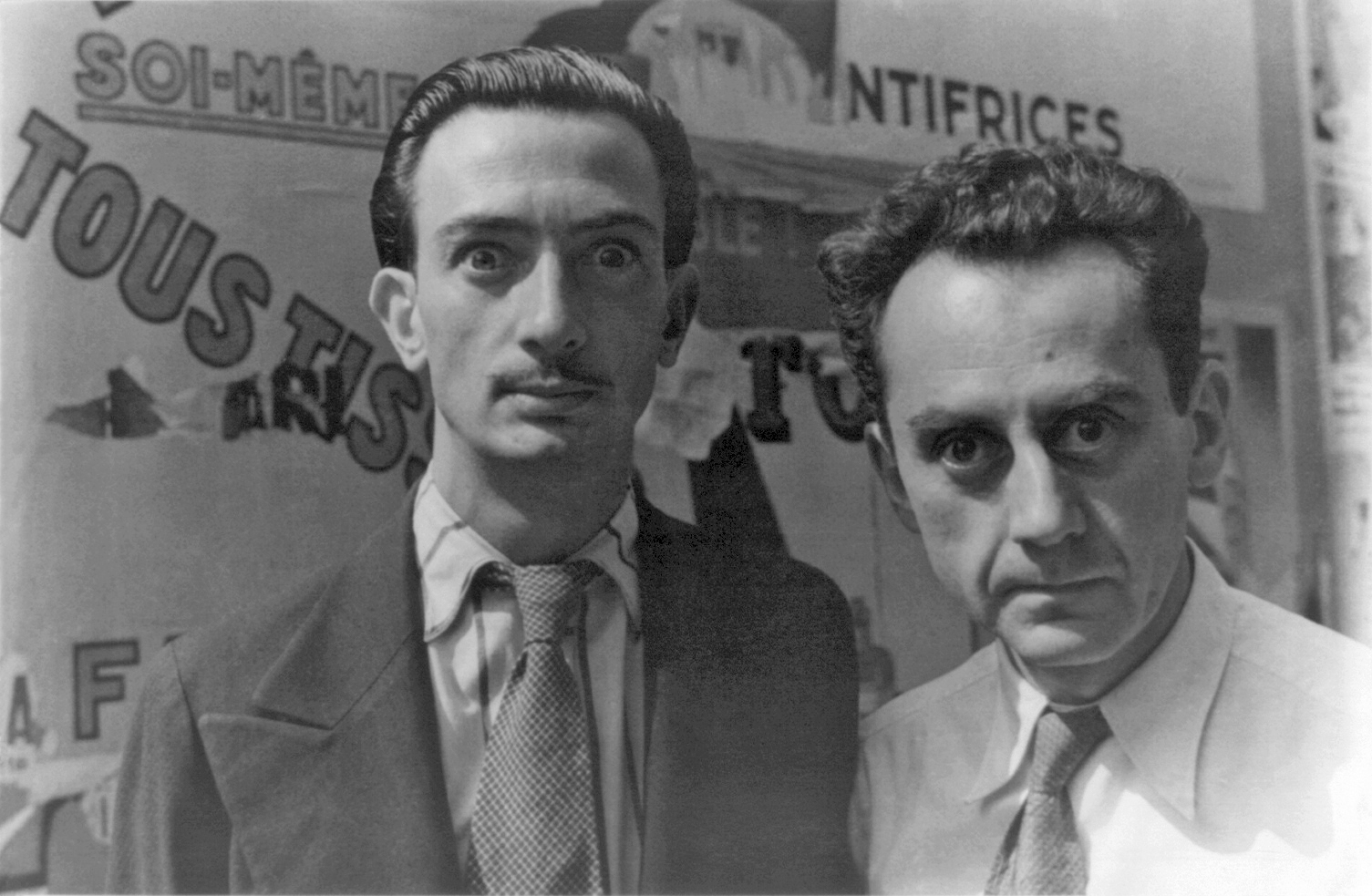
Сальвадор Дали и Ман Рэй, 1934

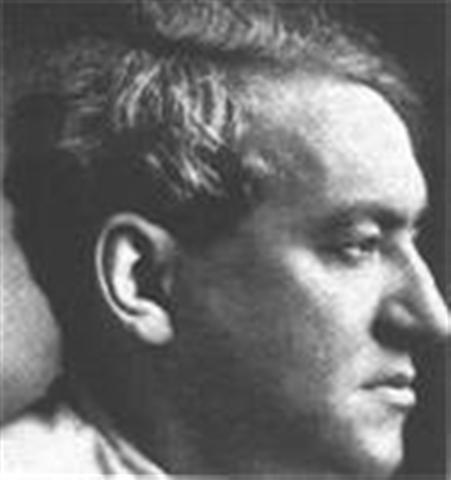
Жюль Паскин, «принц Монпарнаса»

- Гийом Аполлинер (1880—1918) — французский поэт польского происхождения.
- Беккет, Сэмюэл (1906—1989) — ирландский писатель.
- Бовуар, Симона де (1908—1986) — французская писательница, идеолог феминистского движения.
- Бранкузи, Константин (1876—1957) — румынский и французский скульптор.
- Бретон, Андре (1896—1966) — французский писатель и поэт.
- Васильева, Мария Ивановна — французская художница русского происхождения, основательница Русской свободной академии в Париже.
- Хуан Грис (1887—1927) — испанский художник и скульптор, один из основоположников кубизма.
- Дали, Сальвадор — испанский художник, живописец, график и скульптор.
- Джакометти, Альберто (1901—1966) — швейцарский скульптор, живописец и график.
- Доротка, Елена — хорватская (дубровницкая) художница, жила и работала на Монпарнасе в 1907—1914.
- Дюшан, Марсель (1887—1968) — французский и американский художник.
- Жакоб, Макс (1876—1944) — французский поэт и художник.
- Ионеско, Эжен — румынский драматург.
- Кассандр, Адольф Мурон (1901—1968) — влиятельный украинско-французский живописец, литограф, мастер рекламных плакатов и дизайнер шрифта.
- Кислинг, Моисей (1891—1953) — французский художник, родом из Кракова
- Клодель, Камилла (1864—1943) — французский скульптор и художник-график.
- Колдер, Александр (1898—1976) — американский скульптор.
- Ланской, Андрей Михайлович (1902—1976) — французский живописец русского происхождения, график, «творец цвето-света».
- Леже, Фернан (1881—1955) — французский живописец и скульптор.
- Миллер, Генри (1891—1980) — американский писатель и художник.
- Миро, Жоан — каталонский живописец, скульптор и график.
- Модильяни, Амедео — итальянский художник еврейского происхождения.
- Паскин, Жюль (1885—1930) — болгарский живописец и график Парижской школы, «принц Монпарнаса»
- Паунд, Эзра — американский поэт.
- Пикассо, Пабло (1881—1973) — испанский художник, скульптор, график, керамист и дизайнер.
- Ривера, Диего — мексиканский живописец.
- Руссо, Анри (1844—1910) — французский живописец-примитивист.
- Ман Рэй — американский художник, фотограф и кинорежиссёр.
- Блез Сандрар — швейцарский и французский писатель.
- Сартр, Жан-Поль — французский философ-атеист, писатель, драматург и эссеист.
- Стайн, Гертруда — американская писательница и меценатка.
- Сутин, Хаим Соломонович — французский живописец еврейского происхождения.
- Хемингуэй, Эрнест — американский писатель.
- Фарг, Леон-Поль — французский поэт и прозаик.
- Фудзита, Цугухару — французский живописец и график, выходец из Японии.
- Шагал, Марк Захарович — русский и французский художник и поэт еврейского происхождения.
- Шумов, Пётр Иванович (Pierre Choumoff; 1872—1936) — русско-французский фотохудожник.
- Цадкин, Осип — французский скульптор, выходец из России.
- Эренбург, Илья Григорьевич (1891 — 1967) — русский писатель, поэт, публицист, журналист, переводчик с французского и испанского языков, общественный деятель, фотограф.